# Мовсисян, Армен Хикарович
Арме́н Хика́рович Мовсися́н (арм. Արմեն Մովսիսյան; 13 января 1962, Кафан, Армянская ССР, СССР — 21 сентября 2015, Германия) — армянский государственный деятель, министр энергетики Армении (2001—2014).

## Биография
- 1978—1983 гг. — Ереванский политехнический институт.
- 1984—1989 гг. — Всесоюзный институт лёгкой промышленности.
- 1977 г. — работал рабочим в участке № 1 г. Капана треста «Армторгремстрой» министерства торговли Армянской ССР.
- 1983—1991 гг. — мастер, бригадир, начальник цеха, заместитель генерального директора на Капанской трикотажной фабрике.
- 1991—1992 гг. — первый заместитель председателя исполкома Капанского горсовета.
- 1993—1997 гг. — был директором Капанского завода «Электрон».
- 1997—1998 гг. — был директором ГЗАО «Сюникская областная электросеть» министерства энергетики Армении.
- 1998—2000 гг. — исполнительный директор ГЗАО «Южная электросеть» министерства энергетики Армении.
- 2000—2001 гг. — был заместителем министра энергетики Армении.
- С июля по декабрь 2001 г. — заместитель начальник управления водного хозяйства при правительстве Армении.
- С декабря 2001 по 30 апреля 2014 г. — министр энергетики Армении.
- С мая 2014 года — советник президента Армении.

Скончался 21 сентября 2015 года в Германии от рака.

## Награды
- Медаль «За заслуги перед Отечеством» II степени (28 декабря 2012 года) — за многолетнюю и плодотворную работу в системе государственного управления Республики Армения, значительный вклад в государственное строительство[1]
- Медаль Анании Ширакаци
- Грамота Содружества Независимых Государств (5 декабря 2012 года) — за активную работу по укреплению и развитию Содружества Независимых Государств[2]